# Theurgus
Theurgus is een vliegengeslacht uit de familie van de roofvliegen (Asilidae).

## Soorten
- T. kerzneri Lehr, 1974
- T. zimini Richter, 1966